# Aeródromo de Karawala
El aeródromo de Karawala (OACI: MNKW) es un aeródromo público nicaragüense que sirve al pueblo de Karawala, en la Región Autónoma de la Costa Caribe Sur, Nicaragua. El aeródromo está localizado al norte del pueblo de Karawala y a 6 kilómetros de la costa de Caribe.
El VOR-DME de Bluefields (Ident: BLU) está localizado a 106 kilómetros al sur del aeródromo.